# Harry Langewisch
Harry Carl Georg Langewisch (* 23. November 1894 in Berlin; † 12. August 1957 ebenda) war ein deutscher Schauspieler, Regisseur, Drehbuchautor, Rundfunk- und Hörspielsprecher und Operettensänger.

Harry Langewisch (1917)

## Leben
Als Sohn eines Kaufmanns in Berlin geboren und aufgewachsen studierte Harry Langewisch an den Universitäten in Freiburg, Berlin, München und Rostock Germanistik. 1913 wurde er Mitglied des Corps Guestphalia Berlin. Er nahm privaten Schauspielunterricht und debütierte 1920 am Stadttheater in Rostock. Es folgten Engagements an Bühnen in Halberstadt, Altenburg, Leipzig und Berlin. An dem Berliner Varieté-Theater Scala war er darüber hinaus in „heiteren Vorträgen“ zu sehen. Im Jahr 1954 ist ein Auftritt in Hugo von Hofmannsthals Lustspiel Der Schwierige in der Rolle als Ein berühmter Mann am Theater am Kurfürstendamm zu verzeichnen.
Er wirkte in einigen Filmproduktionen mit. Darunter befanden sich die G.-W.-Pabst-Filme Komödianten mit Käthe Dorsch, Hilde Krahl und Henny Porten aus dem Jahr 1941 und Paracelsus von 1943 mit Werner Krauß, Mathias Wieman und Harald Kreutzberg. Weiterhin war er als Drehbuchautor und Regisseur an zahlreichen Kulturfilmen beteiligt.
Harry Langewisch wendete sich schon früh dem Rundfunk zu. Für die Sender Mitteldeutsche Rundfunk AG (MIRAG) und Reichssender Leipzig, RIAS Berlin, Sender Freies Berlin und Bayerischer Rundfunk hatte er viele Auftritte in Hörspielen und Unterhaltungssendungen. So wurde er bereits im Jahr 1928 als Sprecher und Rezitator in der Literarischen Abteilung der MIRAG geführt. Er verkörperte 1954 die Figur des Kriegsgerichtsvorsitzenden in der Hörspieladaption des Romans Die Caine war ihr Schicksal von Herman Wouk in der Regie von Gert Westphal in einer Produktion des RIAS und des Südwestfunks (SWF). Neben ihm sprachen in weiteren Rollen O. E. Hasse, Wolfgang Lukschy und Harald Juhnke. Zudem war er 1955 als Bariton in der Rolle des Tschang in einer Produktion der Franz Lehár-Operette Das Land des Lächelns des Bayerischen Rundfunks zu hören.
Harry Langewisch verstarb 1957 in Berlin-Nikolassee.

## Filmografie (Auswahl)
- 1941: Komödianten
- 1943: Paracelsus
- 1944: Kaninchen (Drehbuch)
- 1944: Böcke und Geißen (Drehbuch und Regie)
- 1945: Der Fall Molander (unvollendet)

## Hörspiele
- 1951: Der Teufel fährt 3. Klasse
- 1951: Zehn Apfelsinen
- 1952: Wieviel Erde braucht der Mensch
- 1952: Die Freiheitsprobe
- 1952: Asternplatz
- 1952: Die Chaconne
- 1952: Jasons letzte Nacht
- 1952: Das Elixier des hochwürdigen Vaters Gaucher
- 1953: Nächtliche Beichte
- 1953: Das Spiel vom Kreuz
- 1953: Das Roß der fröhlichen Lerche
- 1953: Der Delphin
- 1953: Die kleinen Sünden
- 1953: Ein Leben für die Bimmelbahn
- 1953: Stachanows Traum
- 1953: 19. November 1828
- 1954: Der Kopf in der Schlinge
- 1954: Christoph Columbus
- 1954: Der Verrat von Ottawa
- 1954: Einmal Vertrauen
- 1954: Ein Band Molière
- 1954: Die Caine war ihr Schicksal
- 1955: Die Kinder der Elisa Rocca
- 1955: Lauter Engel um Monsieur Jacques
- 1955: Jean Henri Dunant
- 1955: Timbuktu
- 1955: Die Braut von Messina
- 1955: Berlin durch zwei
- 1955: Voltaire und der Fall Calas
- 1955: Die Heimkehr des verlorenen Sohnes
- 1955: Friedrich von Bodelschwingh
- 1956: Major Skillgud übernimmt die Untersuchung
- 1956: Neun Zeilen Nonpareille
- 1956: Küss mich, Kätchen! (Theatermitschnitt)
- 1956: Das Roß der fröhlichen Lerche
- 1956: Columbushaus
- 1956: Ein Löwe hat den Mond verschluckt
- 1956: Per saldo (Seltsames Verhör)
- 1957: Übermorgen Regen
- 1957: Keiner weiß, wohin er flieht
- 1957: Albert Ballin
- 1957: Wie Sand am Meer
- 1957: Das Gesetz